# Unírio Dalpiaz
Unírio Dalpiaz (Rio dos Cedros, 6 de novembro de 1954) é um político brasileiro.
Filho de Honório e Honória Dalpiaz. Casou com Margaret Linshalm Dalpiaz, com quem teve filhos.
Nas eleições gerais no Brasil em 2002 foi candidato a deputado estadual para a Assembleia Legislativa de Santa Catarina pelo Partido da Social Democracia Brasileira (PSDB), obtendo 9.406 votos e ficando na posição de quarto suplente, foi convocado e tomou posse na 15ª Legislatura (2003-2007), exercendo funções por sessenta dias no ano de 2006 e em 2007, pelo afastamento temporário dos deputados Jorginho Mello e Dado Cherem.